# Palacio Presidencial de Cerro Castillo

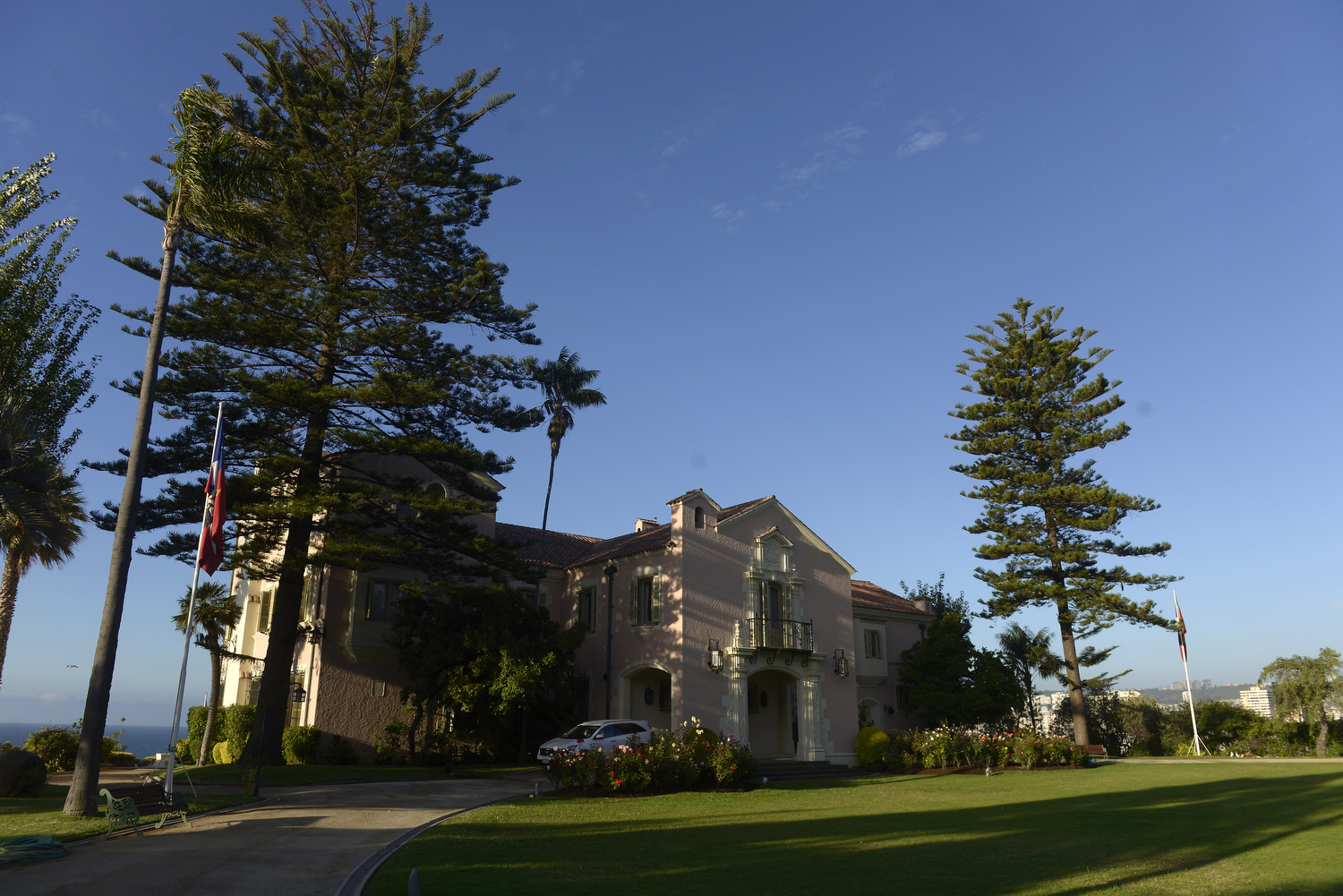
Palacio de Cerro Castillo (2016)

El Palacio Presidencial de Cerro Castillo es un palacio ubicado en la ciudad de Viña del Mar, en el Gran Valparaíso, Chile. Es ocupado como lugar de descanso del presidente de la República de Chile y sede alternativa al Palacio de La Moneda.
Asimismo, es el lugar donde el presidente electo duerme la noche del 10 de marzo, esperando ser proclamado como presidente de la República al día siguiente en el edificio del Congreso Nacional, ubicado en Valparaíso. Por esta razón, y desde el traslado de la sede del Poder Legislativo a la Ciudad Puerto, es el centro de reunión del presidente con los parlamentarios.
Hasta 1929, la residencia presidencial de verano fue la entonces Intendencia Regional, actual edificio de la Armada de Chile, ubicado en la plaza Sotomayor de Capital Regional.
En 2005, el Palacio Presidencial de Cerro Castillo fue declarado Monumento Histórico.

## Orígenes

### Las siete hermanas
El cerro Castillo era conocido durante la colonia como la meseta de la "Primera Hermana", una de las siete colinas de la hacienda de Viña del Mar. Por estos cerros -según indica el autor Renato Basulto en su libro "De una Viña, Viña del Mar"- pasaría el primer camino carretero que unió Viña del Mar con Valparaíso, llamado subida de Agua Santa. Los siete cerros definían el territorio perteneciente al millonario comerciante portugués Francisco Xavier Álvares, el cual llegaban hasta el mar, dando paso más tarde a la vía férrea.

### Antecedentes del Proyecto Palaciego
En el lugar escogido, el cerro Castillo, se encontraba el antiguo Fuerte Callao, que fue cedido al fisco por la Armada Nacional. La entidad encargada de ejecutar las obras fue la Dirección General de Obras Públicas, hoy Ministerio de Obras Públicas, en coordinación con la Junta pro-Balneario de Viña del Mar.
El proyecto fue elaborado por los arquitectos Luis Browne Fernández y Manuel Valenzuela González, y contemplaba la Casa Presidencial, la portería y el parque, donde se emplazaría la piscina. De la construcción original del Fuerte se mantuvieron los cañones que hoy adornan los jardines y el nombre que lleva la calle, removiéndose los enormes muros de albañilería que alcanzaban los 2 metros de espesor, dos polvorines y una casamata. 
Con una inversión cercana a los 3 millones de pesos de la época, el edificio fue entregado al Gobierno de Chile en enero de 1930, siendo calificado por la prensa de la época como "uno de los más suntuosos y de mejor gusto arquitectónico de Sudamérica". Su construcción se pensó como un exponente del progreso del país y se incluyeron en ella madera y materiales nacionales.

## Construcción

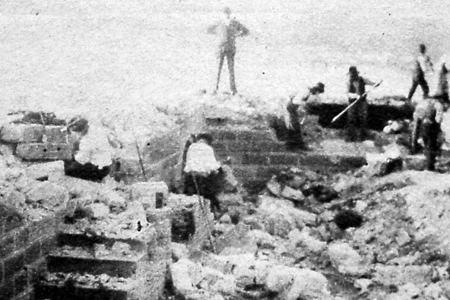
Construcción del palacio.

El proyecto fue aprobado y construido durante el gobierno del presidente Carlos Ibáñez del Campo entre los años 1929 y 1930, durante la crisis económica de la Gran Depresión, bajo la dirección de los arquitectos Luis Browne y Manuel Valenzuela. Se ubica entre los centros que dominan la ruta que une el puerto de Valparaíso con la ciudad residencial de Viña del Mar. Se emplaza sobre la cima homónima y su fina construcción de estilo neo-colonial le da un exquisito aire de relevancia. A su alrededor se ubica un gran parque desde el cual se domina la bahía del puerto.
La construcción del Palacio recibió las críticas de la opinión pública opositora de su tiempo, principalmente por su gran lujo, y por ser "exageradamente caro". Fue por esto que presidentes como Jorge Alessandri o Salvador Allende no residieron mucho en el palacio de cerro Castillo.

## Arquitectura y mobiliario

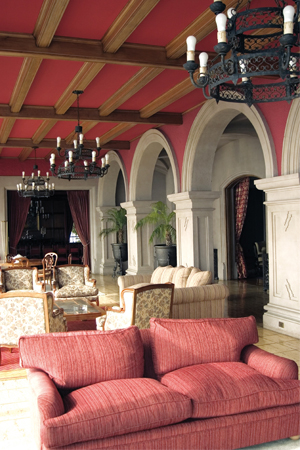
Pasillo del interior del palacio.

De marcado estilo neocolonial, el edificio está compuesto de tres pisos y un subterráneo, con un número importante de ambientes destinados a encuentros de trabajo, tertulias o reuniones familiares. Su mobiliario, de siete décadas de antigüedad, ha sufrido diversos cambios, según los gustos de los presidentes que han habitado el recinto. 
En la planta inferior están los salones, un comedor y tres terrazas escalonadas en la ladera del cerro, la cocina y servicios. En el ala izquierda, frente al sector de los Edecanes, se ubica el gabinete del presidente, que entre otros muebles cuenta con un fino escritorio de trabajo de madera nativa con cubierta de cuero negro, en juego con el imponente sillón presidencial. El gabinete cuenta además con una biblioteca, mesas de arrimo de diferentes modelos, una mesa de centro con cubierta de cristal y base de piedra ónix y, al igual que el comedor, los muros están revestidos de fina madera nativa con bordes reticulados. 
En el segundo nivel se encuentran los dormitorios del jefe de Estado y sus visitas, sumando ocho habitaciones. El principal cuenta con un sofá inglés y una mesa Butler. En el primer y segundo piso destacan sillones estilo Luis XIV, una mesa pembroke, arrimos ingleses, mesas laterales inglesas, sillas Reina Ana, sofás y sillones Trigalle. 
El último piso, distribuido en dos torres, alberga la biblioteca, una sala de radio, un despacho y un observatorio. Actualmente existe un ascensor interior que conecta las dependencias entre el subterráneo y los niveles superiores.

## Tertulias en Cerro Castillo
La primera actividad oficial en el palacio tuvo lugar el 10 de febrero de 1930, con ocasión de la visita del presidente Carlos Ibáñez del Campo. Posteriormente, el mandatario y su esposa Graciela Letelier ofrecieron una recepción en honor de las autoridades y alta sociedad de Valparaíso y Viña del Mar, lo que constituyó un gran acontecimiento social para la época. 
Ya concluido su primer periodo presidencial, Ibáñez volvió al Palacio 12 años más tarde, como huésped del presidente Juan Antonio Ríos. Luego, y por tercera vez, regresó como jefe de Estado el 6 de noviembre de 1952, tres días después de haber asumido el mando de la nación. 
Junto con construir el Palacio veraniego de los presidentes, cabe señalar que Carlos Ibáñez firmó la Ley 4.283 de 1928 mediante la cual se entregaron recursos económicos extraordinarios a la ciudad-jardín para su transformación en balneario. Asimismo, autorizó el funcionamiento del Casino Municipal y presidió la inauguración del Teatro Municipal de Viña del Mar. 
En la actualidad, el Palacio es administrado por la presidencia de la República. Con el correr del tiempo, ha sido objeto de diversas intervenciones, de acuerdo a los requerimientos de los distintos mandatarios y a las exigencias del Chile de hoy. Como forma protocolar, siempre que el presidente se encuentra en el lugar, la bandera presidencial flamea en la entrada.

## Uso dado según los presidentes en los últimos años

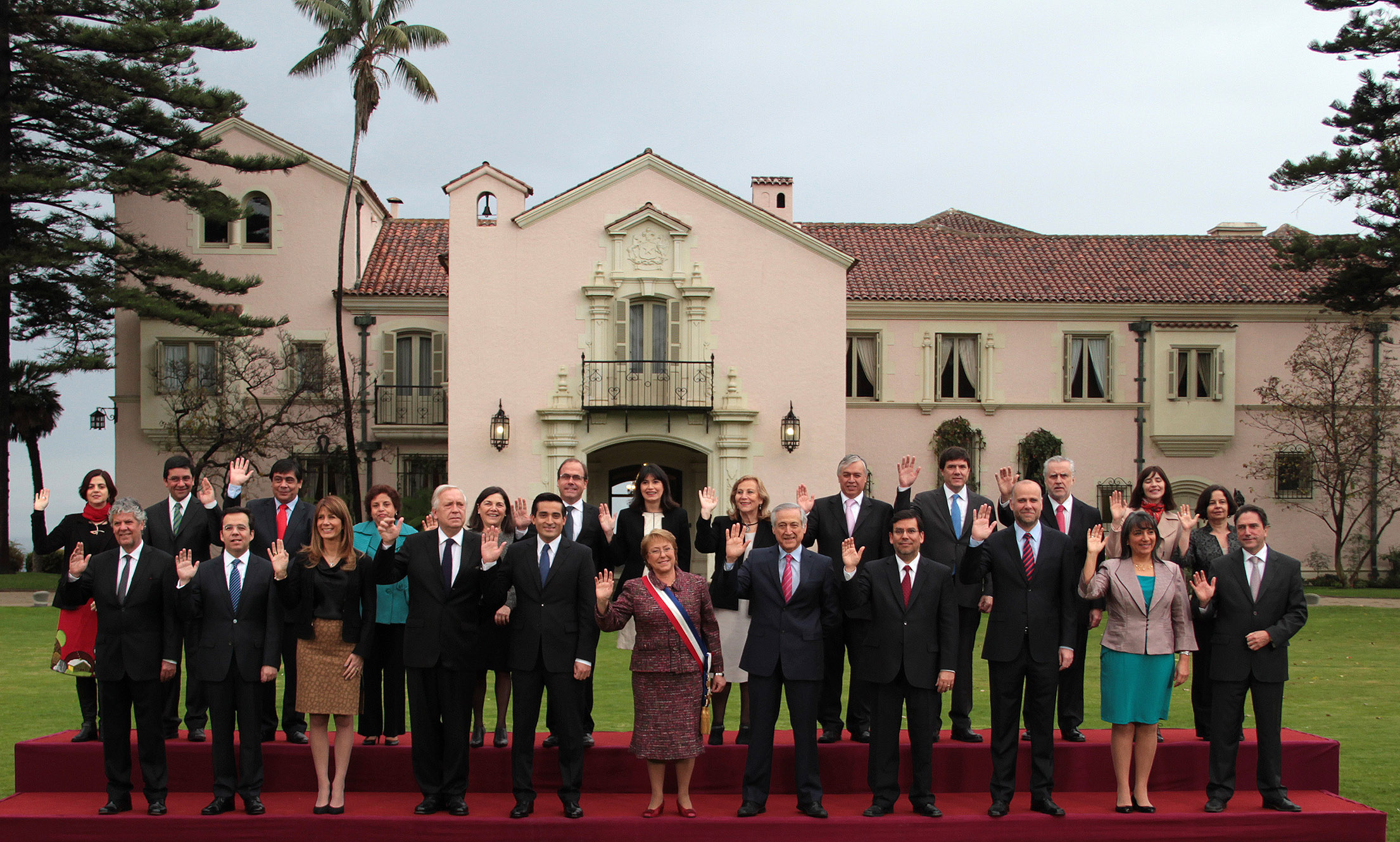
La Presidenta de Chile Michelle Bachelet Jeria en la fotografía oficial junto a sus ministros de Estado. Palacio Presidencial de Cerro Castillo, 21 de mayo de 2014.

Su uso más intenso comenzó con el expresidente Gabriel González Videla. Volaba en avión con su familia hasta allá y aterrizaban en Belloto y seguían su camino hasta el Palacio en auto. De él se rumorea que construyó una puerta discreta para poder salir por las noches sin que su esposa (la elegante Rosa Markmann) se enterara. Los González organizaban largas y refinadas fiestas donde la alta sociedad del país asistía durante el verano. Mientras don Gabriel tocaba el piano para entretener a los visitantes, se servía abundante whisky.
El entonces presidente Salvador Allende utilizó la mansión para recibir autoridades extranjeras y algunos fines de semana, conocidas eran los veraneos de niños de escasos recursos en el Palacio Presidencial, donde aprovechaban la piscina y los animales (entre los que se cuenta una tortuga de la Isla Galápagos, donada por el Gobierno del Ecuador).
Por su parte, el entonces dictador Augusto Pinochet ocupó el Palacio Presidencial, pero siempre prefirió el uso de su parcela privada en la Hacienda Bucalemu o el Ex-Club Militar de El Melocotón (San José de Maipo). Aun así, el Palacio fue utilizado con regularidad por los hijos y nietos de Pinochet. En este lugar contrajo matrimonio su hijo Marco Antonio con su mujer Soledad Olave.
Conocida es la historia del expresidente Patricio Aylwin quien como presidente al retorno pleno de la democracia recibió en el Palacio Presidencial la visita del entonces comandante en jefe del Ejército, Augusto Pinochet la mañana del 11 de marzo de 1990, tan solo horas después de que este último hubiese dejado el poder. En este lugar el presidente Aylwin estudió durante un fin de semana de 1991 los antecedentes del llamado Informe Rettig sobre violaciones a los Derechos Humanos en la dictadura militar antes de presentarlo al conocimiento del país.
El expresidente Eduardo Frei Ruiz-Tagle fue quizás de los presidentes del retorno a la democracia uno de los más asiduos visitantes del Palacio, no tan sólo ocupándolo como lugar de reuniones oficiales, sino también para el descanso y trabajo durante los fines de semana. Su esposa Marta Larraechea remodeló incluso algunas dependencias del Palacio, y luego ambos han declarado que lo más añorado de los años en la Presidencia fue el uso de este lugar. Conocido es el escritorio del Palacio Presidencial de Cerro Castillo donde el presidente Frei tomó conocimiento del caso Zamorano Jones y el posible indulto presidencial a la pena de muerte del asesino del niño Víctor Zamorano Jones, por la de presidio perpetuo.
Por su parte, el expresidente Ricardo Lagos utilizó el Palacio la mañana del 11 de marzo de 2000 para fotografiarse junto a su familia en los momentos previos al juramento como presidente de la República ante el Congreso Pleno, luego de este se dirigió a la ciudad de Concepción y posteriormente al Palacio de La Moneda en Santiago. Durante su mandato el presidente ocupó el lugar fines de semana y durante algunas fiestas de año nuevo. El presidente Lagos fue un asiduo de la cancha de tenis que tiene el lugar a fin de prepararse físicamente para la demostración tenística que desarrolló junto a los tenistas campeones olímpicos Fernando González y Nicolás Massú, además del animador de TV, Mario Kreutzberger. El presidente continuó ocupando además su parcela privada en la localidad de Caleu, comuna de Til-Til al norte de Santiago.
La presidenta Michelle Bachelet, en su primer mandato no fue una asidua visitante del Palacio, aunque solía ocuparlo algunos fines de semana, y para recibir el año nuevo. En este lugar efectúo una de sus primeras reuniones como presidenta de la República junto con ministros y subsecretarios, además de utilizarlo en varias oportunidades para cenas oficiales junto a diputados y senadores de la Concertación. Desde aquí, partió la mañana del sábado 11 de marzo de 2006 a jurar como presidenta de la República, para luego regresar al Palacio y sostener un almuerzo con los jefes de Estado y Gobierno que asistieron al cambio de mando presidencial. Michelle Bachelet utilizó ocasionalmente el Palacio ya que sus vacaciones estivales las efectuaba en una casa de su propiedad en el Lago Caburgua o bien en otra propiedad que ésta tiene en la localidad de Tunquén.
El expresidente de la República, Sebastián Piñera, al igual que sus antecesores utilizó el Palacio para pernoctar la noche previa a su asunción de mando, el jueves 11 de marzo de 2010 y tras la ceremonia, ofrecer un almuerzo a los jefes de Estado y Gobierno invitados, el cual se vio parcialmente modificado en su protocolo debido a un viaje de emergencia que debió realizar el recién asumido presidente tras el fuerte movimiento telúrico que sacudió a la zona centro sur de Chile la madrugada del 27 de febrero y las fuertes réplicas recibidas en los momentos del traspaso de mando. El domingo 4 de abril, al asistir a misa de Pascua de Resurrección, el presidente retomó la vieja tradición de recorrer las calles del cerro Castillo caminando, la que había sido abandonada desde el gobierno de Salvador Allende.
En 2024, el presidente de la república Gabriel Boric utilizó el palacio como albergue para niños y niñas afectados por la catástrofe incendiaria ocurrida en Viña Del Mar.

## Galería fotográfica

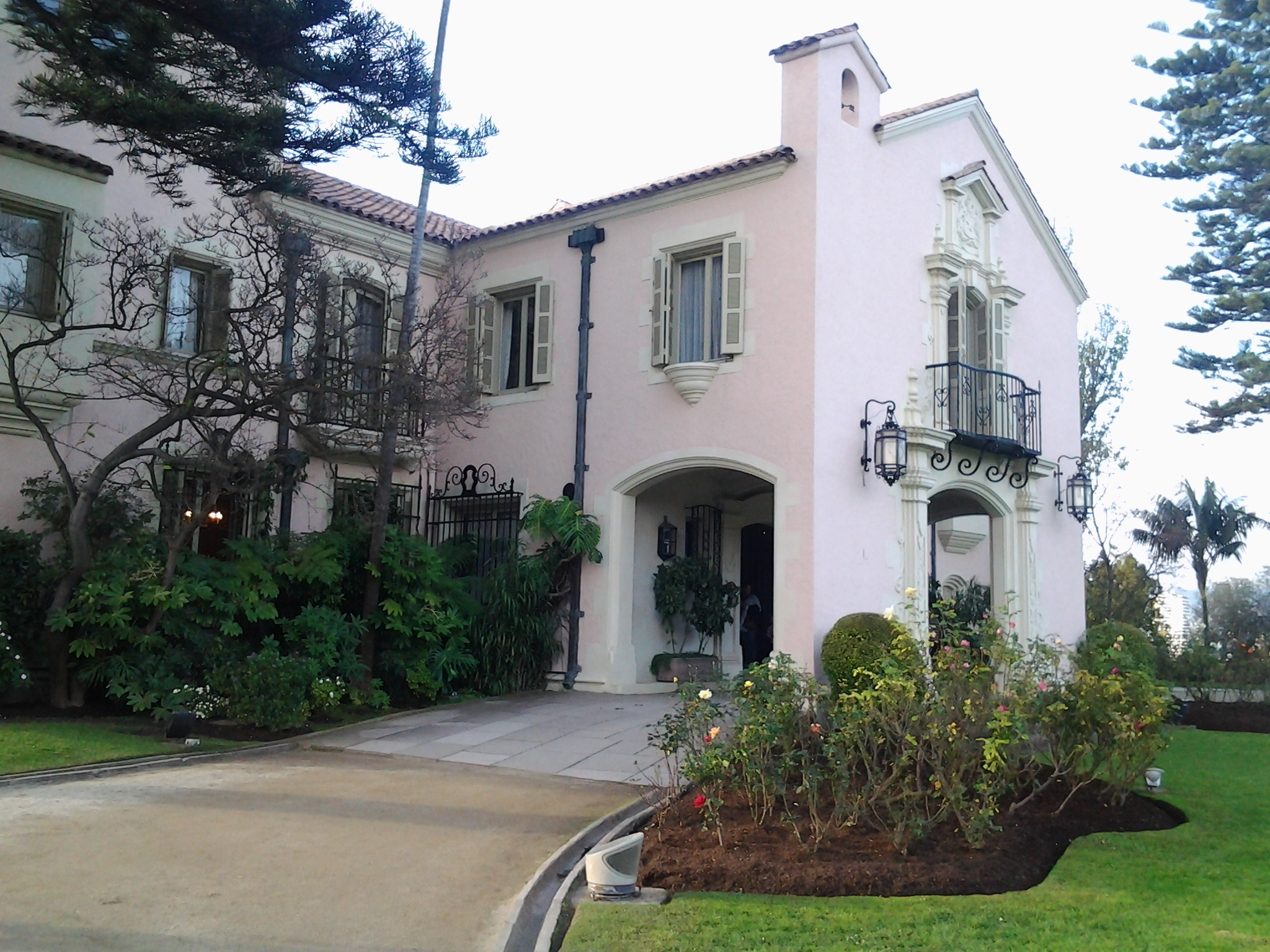
Acceso a la entrada
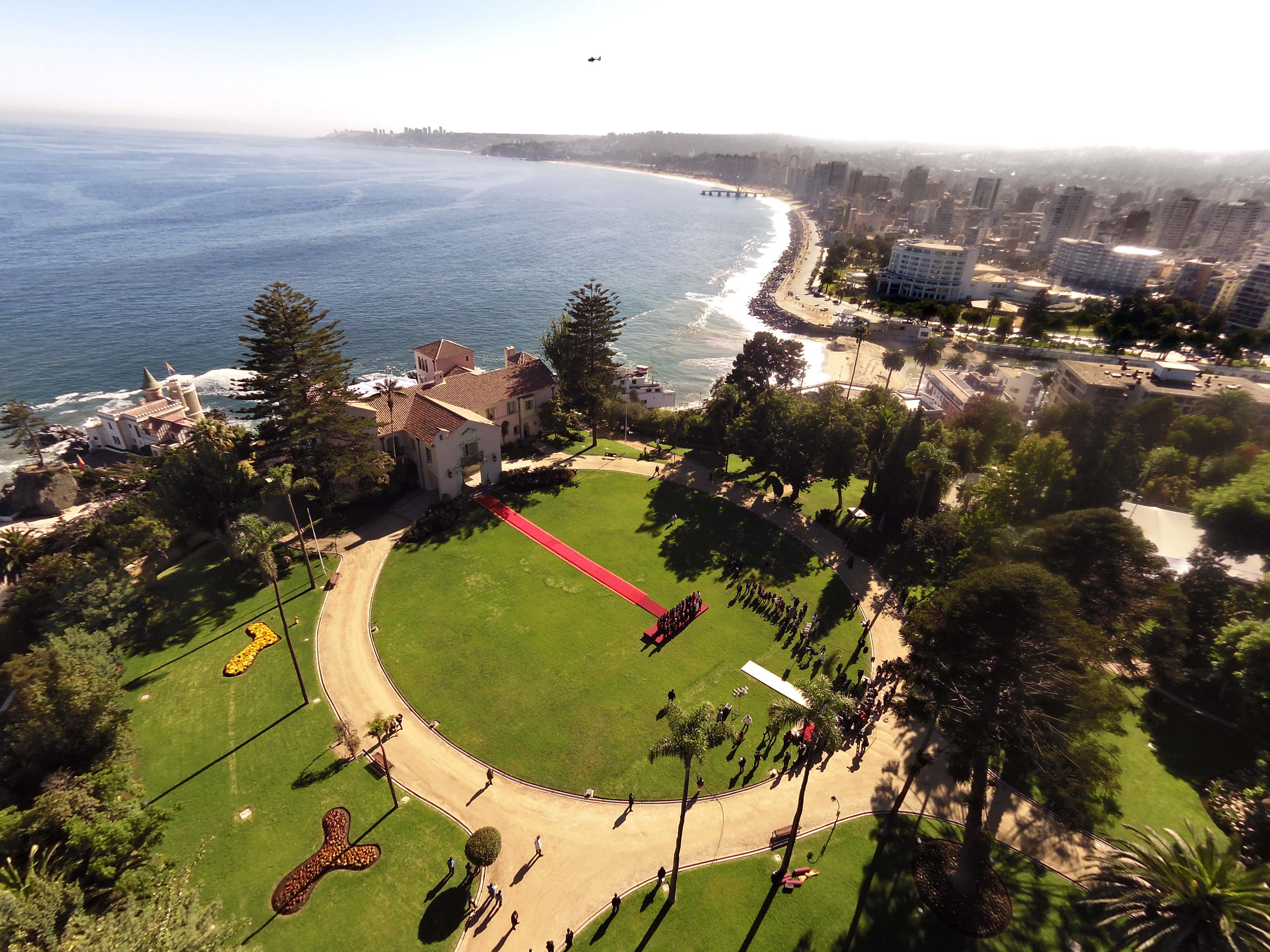
Vista aérea
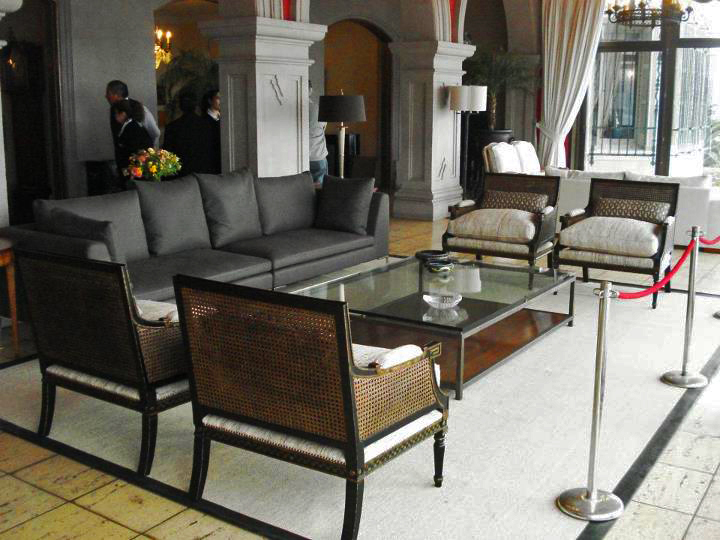
Salón principal
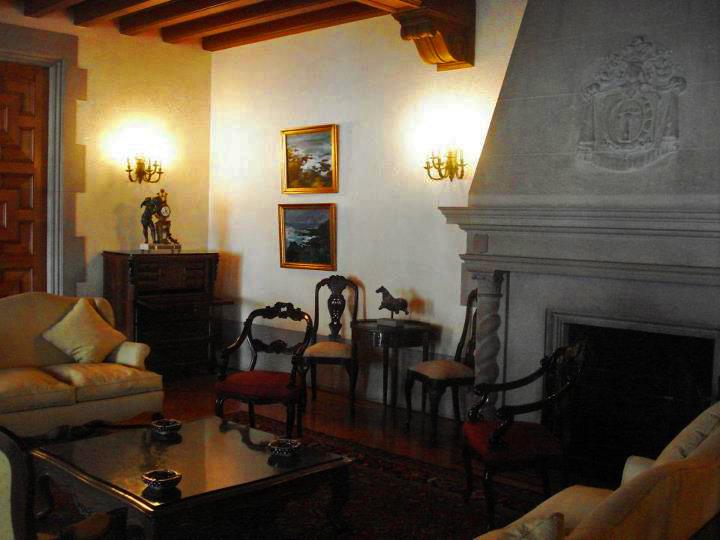
Salón con la chimenea de fondo
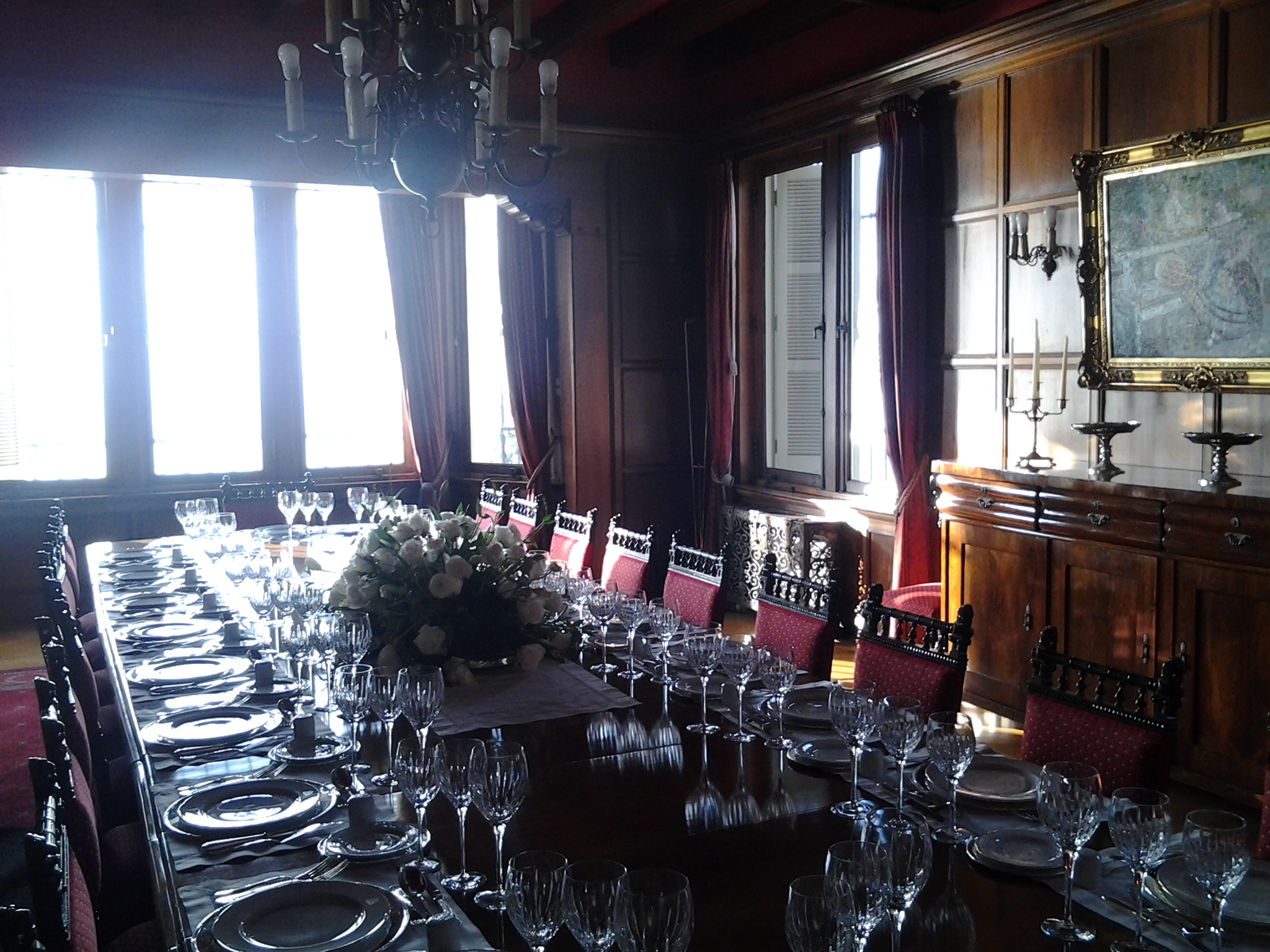
Comedor
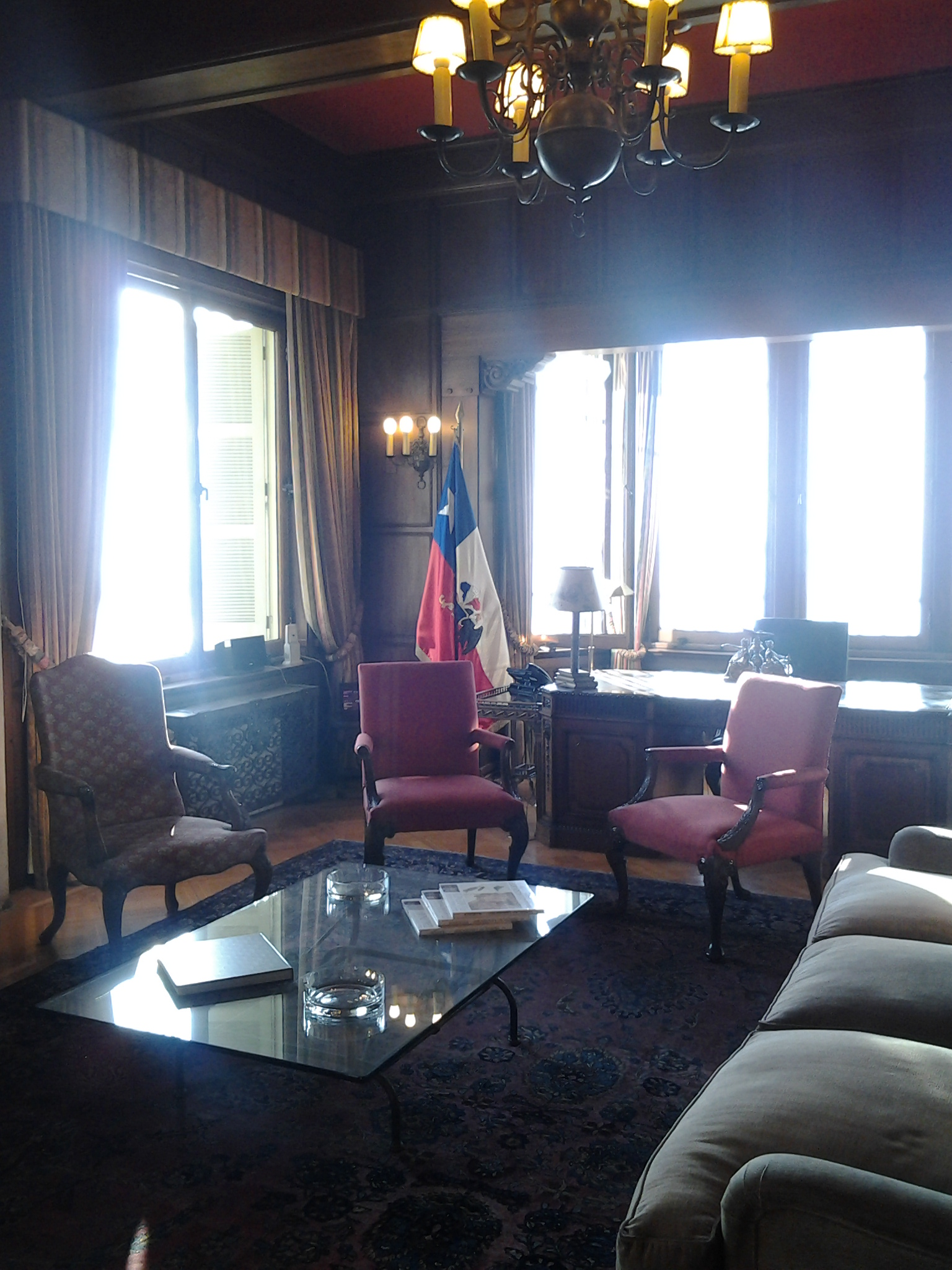
Despacho del presidente de la República